# 장허테리움
장허테리움(Zhangheotherium)은 중국 백악기 초기의 멸종된 시메트로돈트류(Simetrodonta)에 속하는 포유류 속이다. 이셴 지층(Yizian Formation)의 지안상구층(Jianshangou Beds)에서 발견된 장허테리움 퀸퀘쿠스피덴스 한 종이 알려져 있다. 장허테리움은 거의 완전한 골격으로 알려진 최초의 시메트로돈트로, 이빨과 턱뼈가 분리된 것을 알려준 최초의 시메트로돈트류이다. 속명은 1997년 이 화석이 알려지기 전에 랴오닝성에서 완모식표본을 수집한 장허(Zhang hu)를 기리기 위해 붙여진 이름이다. 종명은 라틴어로  "다섯 개의 이빨"을 의미한다.
"시메트로돈트"와 다른 고대 포유류인 멀티튜버컬라트(en:Multituberculata와 단공류의 분류학적 관계에 대해서는 논란이 있다. 장허테리움은 시메트로돈트의 진화에 대한 통찰력을 제공하여 현대 포유류(유태반류, 유대류 등)와 유사한 특성뿐만 아니라 보다 원시적인 포유류와도 유사한 특성을 조합하여 밝혀냈다. 대부분의 시메트로돈트는 줄기군 수류(Theria)의 한 분류으로, 단공류보다는 진수류 점점 더 가깝다.

## 특징
장허테리움의 내이의 돌기는 곧고 가는 현생 포유류와 달팽이관관이 감겨 있지 않다는 것을 암시한다. 장허테리움의 가슴에는 쇄골과 복장뼈자루를 연결하는 작은 V자 모양의 쇄골이 있다. 단공류는 모래시계 모양의 큰 쇄골을 가지고 있는 반면, 수류에서는 배아 발달 과정에서 뼈가 수축하여 복장뼈자루와 융합한다. 장허테리움의 쇄골은 주변 뼈와 유연하게 연결되어 있어 어깨뼈의 움직임이 더 크다. 반면 상완골은 파충류의 형태에 가깝고, 발달이 덜 된 기관이 있다. 그 결과 장허테리움은 아마도 단공류와 예홀로덴스(Jeholodens), 레페노마무스와 같은 다른 초기 백악기 포유류처럼 다리를 넓게 벌려서 걸었을 것으로 추정된다.
다른 시메트로돈트와 마찬가지로 장허테리움의 각 어금니는 주로 예각 삼각형 모양으로 배열된 세 개의 큰 뾰족한 돌기로 이루어져 있다. 장허테리움에서는 각 어금니에 한 쌍의 작은 교두가 추가되어 교두의 수가 최대 5개까지 늘어난다. 모든 어금니 교두는 특징적으로 견고하고 원추형이며, 크리스테(교두 사이를 잇는 융기)가 없다. 치관 기저부의 수평 볏인 치경부(cingulae)는 윗 어금니에는 발달이 덜 되어 있고 아랫 어금니에는 없다. 전단 볏과 융기 위에 강한 맞물림 교두를 강조함으로써 장허테리움의 치아는 음식을 분쇄하고 갈기 위한 목적으로 다른 시메트로돈트보다 더 현대 포유류에 가깝다. 그럼에도 불구하고 장허테리움에는 진수류에게 있는 어금니의 갈고리 모양의 발뒤꿈치가 없다.

### 고생태학
장허테리움은 발목에 박차 같은 뼈가 있는 것으로 보고된 여러 멸종된 포유류 중 하나로, 현대 오리너구리 수컷의 박차와 유사한 독을 가진 것으로 추정된다. 2015년 연구에서는 장허테리움이 긴 뒷다리와 넓은 발바닥 부위를 가지고 있어 등반에 최적화되어 있었을 가능성이 있다고 주장했다. 깃털 공룡 시노사우롭테렉스의 표본 GMV 2124는 복부에 장허테리움의 두 턱이 발견되었는데 이는 장허테리움을 여러번 잡아먹은 것으로 추정된다.